# Vietnamese gekuifde argusfazant
De Vietnamese gekuifde argusfazant (Rheinardia ocellata) is een vogel uit de familie fazantachtigen (Phasianidae). De wetenschappelijke naam van de soort is voor het eerst geldig gepubliceerd als Argus ocellatus in 1871 door Daniel Giraud Elliot.

## Kenmerken
Het mannetje is 190 tot 239 cm lang het vrouwtje 74 tot 75 cm. Het is een grote fazant met een reusachtige, lange staart. De haan is zwartbruin met overal witte spikkels. De ondersoort in Maleisië heeft een licht roodbruin gekleurde wenkbrauwstreep en keel en een bruin-witte lange afhangende kuif. De soort heeft een korte en bruin gekleurde kuif en is wat donkerder van kleur dan de Maleise gekuifde argusfazant (R. nigrescens). Het vrouwtje is kleiner, met een kortere staart en verder overwegend warmbruin van kleur met een zwarte stippels en grillige patronen in het verenkleed.

## Voorkomen
De soort komt voor in het midden van Vietnam en het oosten van Laos.
Het leefgebied is natuurlijk bos, de hoogste dichtheden bereikt de soort in vochtig, primair regenwoud onder de 900 m boven zeeniveau. De vogel wordt ook gezien in montaan bos, in Laos en Vietnam tot op 1900 m. Deze argusfazant wordt ook wel waargenomen in aangetast bos.

## Status
De grootte van de populatie werd in 2016 door BirdLife International geschat op 6 tot 15 duizend individuen en de populatie-aantallen nemen af door habitatverlies. Het leefgebied wordt aangetast door ontbossing waarbij natuurlijk bos wordt geëxploiteerd en omgezet in gebied voor agrarisch gebruik en de aanleg van wegen, waardoor versnippering optreedt. Daarnaast is er jacht en stroperij op deze hoenders. Om deze redenen staat deze soort als kritiek op de Rode Lijst van de IUCN.
Er gelden beperkingen voor de handel in dit hoen, want de soort staat in de Bijlage I van het CITES-verdrag.